# Joan Pau Pujol
Joan Pau Pujol (spanisch Juan Pablo Pujol; * 18. Juni 1570 in Mataró; † 17. Mai 1626 in Barcelona) war ein katalanischer Komponist, Organist und Kapellmeister der Spätrenaissance und des frühen Barock.

## Leben und Werk
Wo Joan Pau Pujol seine musikalische Ausbildung erhielt, ist nicht genau bekannt. Wahrscheinlich ist, dass sie in seinem Heimatort Mataró erfolgte, wo es zu dieser Zeit eine bemerkenswerte Musikkapelle gab. Im März 1593 ist Pujol als Assistent des Kapellmeisters Julià Andreu Vilanova an der Kathedrale von Barcelona nachgewiesen. Im Oktober 1593 wechselte er in die Position des Kapellmeisters an der Kathedrale von Tarragona. Er trat dort die Nachfolge von Baltasar d’Ulloa an. 1596 übernahm er die gleiche Position an der Basilika Pilar de Saragossa. 1600 wurde er dort zum Priester geweiht. 1612 kehrte Pujol nach Barcelona zurück und wurde auf Ersuchen des Kapitels der Kathedrale zu deren Kapellmeister ernannt. Diese Herausforderung motivierte ihn, eine große Anzahl an Werken für den Gottesdienst zu komponieren.
Joan Pau Pujol schuf zahlreiche vier- bis achtstimmige sakrale Werke (Motetten, Psalmen, Lamentationen und Responsorien). Er schuf auch 18 Villancicos in spanischer Sprache und etwa 30 profane, vierstimmige Kompositionen (Tonos). Er komponierte auch eine Totenmesse für acht Stimmen und zwei Chöre sowie andere Messen. Er galt als einer der großen Komponisten des beginnenden 17. Jahrhunderts. Seine Werke wurden in den katalanischen Ländern und auf der gesamten iberischen Halbinsel verbreitet. Einen Großteil seiner Werke komponierte er im Stil der späten Renaissance. In einigen wenigen Werken realisierte er den stilistischen Übergang in die Ästhetik des Barocks. In seinen Werken harmoniert der Kontrapunkt perfekt mit der Melodie.
Während zahlreiche Dokumente von und zu Joan Pau Pujol im Spanischen Bürgerkrieg verloren gingen, finden sich im Kapitel der Barceloneser Kathedrale, in der Katalanischen Nationalbibliothek (110 liturgische Werke in lateinischer Sprache, 19 Werke in katalanischer Sprache) sowie in den Bibliotheken des Klosters Montserrat (29 Werke) und des Orfeó Català (20 Werke) zahlreiche Dokumente von und zu Joan Pau Pujol.